# Theristus metaflavensis
Theristus metaflavensis är en rundmaskart som beskrevs av Gerlach 1955. Theristus metaflavensis ingår i släktet Theristus och familjen Monhysteridae. Inga underarter finns listade i Catalogue of Life.